# Richard Gardner
Richard Alan Gardner (New York, 28 aprile 1931 – Tenafly, 25 maggio 2003) è stato uno psichiatra forense e scrittore statunitense, ideatore della controversa sindrome da alienazione genitoriale.

## Biografia
Nativo del Bronx, si laureò in medicina e psichiatria a New York e compì il servizio militare come ufficiale medico presso le truppe statunitensi in Germania Occidentale con l'incarico di psichiatra; nel 1963 divenne professore volontario non retribuito di psichiatria clinica presso la divisione di psichiatria infantile della Columbia University e mantenne tale funzione fino al 2003, anno della sua morte; fondò la casa editrice "Creative Therapeutics" con la quale auto-pubblicò tutti i suoi libri, ha anche presenziato come consulente in molti processi di custodia legale. Nel 1992 Gardner fu ascoltato in difesa di Woody Allen riguardo alle accuse avanzate da Mia Farrow, durante la causa di separazione, riguardo ad abusi sessuali sulla figlia minorenne.
È noto per aver coniato il termine sindrome da alienazione genitoriale (PAS) nel 1985, argomento diffusamente trattato nel suo La Sindrome da Alienazione Genitoriale; fu anche tra i primi a pubblicare un saggio sugli effetti del divorzio sui figli.
Ha contribuito a sviluppare tecniche terapeutiche per bambini mediante il gioco.
Morì suicidandosi il 25 maggio 2003. Il figlio dichiarò in seguito che il gesto era motivato dallo sconvolgimento causatogli dalla diagnosi di distrofia simpatica riflessa.

### Critiche al concetto di "alienazione genitoriale"
La proposta sindrome da "alienazione genitoriale" non ha trovato consenso in tutta la comunità di psichiatri, psicologi e terapeuti; anche scienziati e giuristi sono contrari a introdurre il concetto di "alienazione genitoriale" in campo forense, benché in Italia, in alcuni tribunali, venga largamente usata nelle cause di separazione conflittuale.
Neppure il Manuale diagnostico e statistico dei disturbi mentali (DSM) riconosce o menziona la PAS come sindrome o malattia, né nella sua edizione più recente né nella sua integrazione del 2000.
I tentativi di chiederne l'ammissione nel DSM-5, uscito nel 2013, sono stati rigettati; il portavoce del gruppo di lavoro che si è occupato della revisione del Manuale, dott. Darrel Regier, ha detto che riguardo alla PAS «non vi sono sufficienti prove scientifiche che ne giustifichino l'ammissione nel DSM».
Controversa è anche la terapia proposta da Gardner per la PAS: egli riteneva che fosse necessario affidare il bambino al genitore «alienato» (ovvero al genitore che era stato messo in cattiva luce dal genitore alienante), e che il bambino dovesse essere curato in una struttura chiusa fin quando non veniva meno il rifiuto verso quel genitore. Egli sosteneva che le critiche alla sindrome da lui proposta venissero da coloro che in qualche maniera avevano interesse a che questa cosa non avvenisse. 
In generale, però, il riconoscimento giudiziale di presunta PAS e l'affidamento forzato contro la volontà dei figli al genitore non desiderato, nelle cause in cui questo è occorso, è stato giudicato rovinoso per i figli, e condannato da numerose associazioni di tutela dei minori; Richard Ducote, avvocato specializzato in cause familiari e che coinvolgono i minori, tra gli ultimi ad avere affrontato in tribunale Gardner, sostenne che gli unici tribunali che avevano vagliato la PAS al test Frye (che vuole che una teoria sia ammissibile qualora accettata e consolidata) la rigettarono; in una causa di affido in Florida in cui lo stesso Ducote era una delle parti, e l'oggetto del contendere era un padre che sosteneva il proprio figlio essere affetto da PAS, quando la corte dispose che le teorie di Gardner fossero preventivamente vagliate secondo gli standard Frye al fine di ammetterle come prova lo stesso Gardner non si presentò.

### Accuse di appoggio alla pedofilia
Gardner ricevette in più occasioni accuse di appoggio alla pedofilia perché al proposito scrisse frasi ambigue: «Come detto, tutti noi siamo perversi polimorfi da bambini e c'è un po' di pedofilia in ognuno di noi» e «la pedofilia è sempre stata considerata la norma dalla stragrande maggioranza della gente in ogni epoca». E ancora: «[il pedofilo] è sfortunato a vivere in un luogo e un'epoca storica che condannano la sua inclinazione. Ciononostante questa non è una ragione sufficiente per autocolpevolizzarsi»; «L'allontanamento di un genitore pedofilo da casa dovrebbe essere attuata solo quando sia fallito ogni tentativo di trattamento della pedofilia e del reinserimento in famiglia».
Molto controverse sono anche le sue idee rispetto ai casi in cui il padre abusa della propria figlia: in queste situazioni Gardner spostava l'accento sulla moglie che, a suo parere, doveva diventare sessualmente più attiva col marito: «La sua accresciuta sessualità può attenuare il desiderio del marito di cercare gratificazione sessuale tramite la figlia».
Si dichiarò anche contrario a non rendere perseguibili per calunnia coloro che denunciano abusi su minori, e propose programmi di sostegno per persone falsamente accusate in tal senso.
Gardner si difese dalle accuse affermando che la pedofilia era un "abominevole sfruttamento del bambino" e un “male per la società, spiegando di non condonare la pedofilia, ma di considerarla una delle forme di sessualità atipica che ogni umano ha il potenziale di sviluppare. Gardner affermò che "Ci sono alcuni che dichiarano che io sia protettivo di riflesso verso i pedofili e comprensivo nei confronti di ciò che fanno. Non esiste assolutamente nulla in qualsiasi cosa io abbia scritto o detto a supporto di queste assurde affermazioni. Quando io determino in una disputa per un affidamento che un padre accusato ha tendenze pedofile, consiglierò alla corte di fornire protezione al bambino".

### Opere di Gardner
- (EN) Richard Alan Gardner, Doctor Gardner's Modern Fairy Tales, Cresskill (NJ), Creative Therapeutics, 1977, ISBN 0-933812-09-4.
- (EN) Richard Alan Gardner, The Boys and Girls Book About Divorce, New York, Bantam, 1985, ISBN 0-553-27619-0.
- (EN) Richard Alan Gardner, Sex Abuse Hysteria: Salem Witch Trials Revisited, Cresskill (NJ), Creative Therapeutics, 1990, ISBN 0-933812-22-1.
- (EN) Richard Alan Gardner, True And False Allegations Of Child Sexual Abuse: Assessment & Case, Cresskill (NJ), Creative Therapeutics, 1992, ISBN 0-933812-25-6. URL consultato l'8 giugno 2010 (archiviato dall'url originale il 31 dicembre 2020).
- (EN) Richard Alan Gardner, The Parental Alienation Syndrome: A Guide for Mental Health and Legal Professionals, seconda, Cresskill (NJ), Creative Therapeutics, 1994  [1992], ISBN 0-933812-42-6.
- (EN) Richard Alan Gardner, Protocols for the Sex-Abuse Evaluation, Cresskill (NJ), Creative Therapeutics, 1995, ISBN 0-933812-38-8.
- (EN) Richard Alan Gardner, Psychotherapy With Sex-Abuse Victims: True, False, and Hysterical, Cresskill (NJ), Creative Therapeutics, 1996, ISBN 0-933812-41-8.
- (EN) Richard Alan Gardner, Sex-Abuse Trauma?: Or Trauma from Other Sources?, Cresskill (NJ), Creative Therapeutics, 2001, ISBN 0-933812-47-7.

### Pubblicazioni su Gardner
- (EN) Deborah L. Hirschhorn, Sex Abuse Trauma? Or Trauma from other Sources? (book review), in Annals of the American Psychotherapy Association, vol. 5, n. 3, 1º maggio 2002,  p. 34.